# Ömer Tunç
Ömer Tunç (* 4. April 1990 in Vezirköprü) ist ein türkischer Fußballspieler.

## Karriere
Tunç begann mit dem Vereinsfußball in der Nachwuchsabteilung von Bursa Güven SK und spielte nachfolgend für die Jugendmannschaften von Bursaspor.
Im Sommer 2008 erhielt er von Bursaspor zwar einen Profivertrag, spielte aber weiterhin eine Saison für die Reservemannschaft. Für die Saison 2009/10 wurde er an den Viertligisten Oyak Renault SK ausgeliehen. Nach einer Spielzeit wechselte er schließlich samt Ablöse zu diesem Verein. Im Sommer 2012 wechselte Tunç dann zum Istanbuler Viertligisten Ümraniyespor. Hier wurde er mit seinem Klub zum Saisonende 2013/14 Meister der TFF 3. Lig und stieg in die TFF 2. Lig auf. 
Zur Saison 2015/16 wurde Tunç schließlich vom Zweitligisten 1461 Trabzon, dem Zweitverein von Trabzonspor, transferiert. Im Sommer 2016 kehrte zum neuen Zweitligisten Ümraniyespor zurück.

## Erfolge
Mit Ümraniyespor
- Meister der TFF 3. Lig und Aufstieg in die TFF 2. Lig: 2013/14